# 第1機動艦隊 (日本海軍)
第一機動艦隊（日语：／ Daiichi Kidō Kantai ?）是旧日本海軍的一支舰队编制。舰队编制存续期间，主官由第三艦隊司令长官兼任。
第一机动舰队是日本海军历史上第一次在正式编制名称中采用“机动”一词；此前的“机动部队”均为临时性的战斗编制，并非正式的舰队编制。

## 历史
1942年7月，日本海军重新编制以航空母舰为主的第三艦隊。此时海军内部已经有不少声音，要求以航空兵力为主要作战力量，希望能让第三舰队和以战列舰为主的第二艦隊合起来编组一支新的舰队，这样就能让机动部队和前卫部队直接归属于统一的指挥机构下作战，从而精简指挥层级。同年10月聖克魯斯群島戰役爆发，在随后的研究会上，时任第三舰队参谋长草鹿龙之介提出了“有必要让机动部队指挥官统一指挥所在部队。由第二舰队司令长官来指挥的话，并不适合作战”的意见。1943年8月海军解决了相关问题，1944年3月正式组建第一机动舰队。
1944年6月，第一机动舰队组建后参加的第一场主要作战就是菲律賓海海戰。是役第一机动舰队损失超过300架飞机，已经无法完成机动部队的功能。经此惨败，第三舰队返回本土休整，而第二舰队则南下为捷號作戰做准备。同年10月，雷伊泰灣海戰（莱特湾海战）爆发，第二、第三舰队均参加了是次作战。第三舰队严重缺乏飞机，只能在恩加尼奥角海战中作为诱饵，参戰的4艘航母全部损失；而第二舰队也多有舰艇损失。
1944年11月15日，第一机动舰队及第三舰队解散，残余的第二舰队舰艇转回聯合艦隊。

## 编制

### 1944年4月1日

#### 第二舰队
- 第4战队：愛宕、高雄、摩耶、鳥海
- 第1战队：長門、大和、武藏
- 第3战队：金剛、榛名
- 第5战队：妙高、羽黑
- 第7战队：熊野、鈴谷、利根、筑摩号
- 第2水雷戰隊：能代
  - 第27驱逐队：白露、時雨、五月雨、春雨
  - 第31驱逐队：长波（日语：長波 (駆逐艦)）、冲波（日语：沖波 (駆逐艦)）、岸波（日语：岸波 (駆逐艦)）、朝霜（日语：朝霜 (駆逐艦)）
  - 第32驱逐队：藤波、早波（日语：早波 (駆逐艦)）、玉波（日语：玉波 (駆逐艦)）、滨波（日语：浜波 (駆逐艦)）
  - 島風

#### 第三舰队
- 第1航空战队：大鳳、翔鹤、瑞鶴
- 第2航空战队：隼鷹、飛鷹、龍鳳、第652海军航空队
- 第3航空战队：千歲、千代田、瑞鳳、第653海军航空队
- 第10战队：矢矧
  - 第4驱逐队：野分、山云（日语：山雲 (駆逐艦)）、满潮（日语：満潮 (駆逐艦)）
  - 第10驱逐队：秋云、风云（日语：風雲 (駆逐艦)）、朝云（日语：朝雲 (駆逐艦)）
  - 第17驱逐队：浦风（日语：浦風 (陽炎型駆逐艦)）、磯風、谷风、滨风、雪風
  - 第61驱逐队：秋月、凉月（日语：涼月 (駆逐艦)）、初月（日语：初月 (駆逐艦)）、若月（日语：若月 (駆逐艦)）
- 附属：最上、第601海军航空队

### 1944年8月15日

#### 第二舰队
- 第4战队：愛宕、高雄、摩耶、鳥海
- 第1战队：長門、大和、武藏
- 第3战队：金剛、榛名
- 第5战队：妙高、羽黑
- 第7战队：熊野、鈴谷、利根、筑摩号
- 第2水雷战队：能代 
  - 第2驱逐队：清霜、秋霜（日语：秋霜 (駆逐艦)）、早霜（日语：早霜 (駆逐艦)）
  - 第27驱逐队：時雨、春雨
  - 第31驱逐队：长波、冲波、岸波、朝霜
  - 第32驱逐队：藤波、玉波、滨波
  - 島風

#### 第三舰队
- 第1航空战队：雲龍、天城、第601海军航空队
- 第3航空战队：千歲、千代田、瑞鳳、瑞鶴、第653海军航空队
- 第4航空战队：伊勢、日向、隼鷹、龍鳳、第654海军航空队
- 第10战队：矢矧 
  - 第4驱逐队：野分、山云、满潮、朝云
  - 第17驱逐队：浦风、磯風、滨风、雪風
  - 第41驱逐队：霜月（日语：霜月 (駆逐艦)）、冬月
  - 第61驱逐队：秋月、凉月、初月、若月
- 附属：最上、（大凤）、（翔鹤）（大凤、翔鹤均已在菲律宾海海战损失，此时仅在纸面上保留舰籍）

## 历任司令长官
1. 小澤治三郎海军中将：1944年3月1日 - 1944年11月15日（解散）

## 历任参谋长
1. 古村启藏（日语：古村啓蔵）海军少将：1944年3月1日 -
2. 大林末雄（日语：大林末雄）海军少将：1944年10月1日 - 1944年11月15日（解散）